# Detroit Pistons 2013-2014
La stagione 2013-14 dei Detroit Pistons fu la 65ª nella NBA per la franchigia.
I Detroit Pistons arrivarono quarti nella Central Division della Eastern Conference con un record di 29-53, non qualificandosi per i play-off.

## Roster
| N° | Naz.                       | Ruolo | Sportivo                 | Anno | Alt. | Peso \|\| |
| -- | -------------------------- | ----- | ------------------------ | ---- | ---- | --------- |
| 0  | Stati Uniti (bandiera)     | C     | Andre Drummond           | 1993 | 213  | 127       |
| 1  | Stati Uniti (bandiera)     | G     | Chauncey Billups         | 1976 | 191  | 92        |
| 3  | Stati Uniti (bandiera)     | G     | Rodney Stuckey           | 1986 | 196  | 93        |
| 5  | Stati Uniti (bandiera)     | G     | Kentavious Caldwell-Pope | 1993 | 196  | 93        |
| 6  | Stati Uniti (bandiera)     | A     | Josh Smith               | 1985 | 206  | 102       |
| 7  | Stati Uniti (bandiera)     | G     | Brandon Jennings         | 1989 | 185  | 77        |
| 9  | Stati Uniti (bandiera)     | A     | Tony Mitchell            | 1992 | 203  | 107       |
| 10 | Stati Uniti (bandiera)     | AC    | Greg Monroe              | 1990 | 211  | 113       |
| 12 | Stati Uniti (bandiera)     | G     | Will Bynum               | 1983 | 183  | 84        |
| 13 | Italia (bandiera)          | A     | Luigi Datome             | 1987 | 203  | 98        |
| 25 | Stati Uniti (bandiera)     | A     | Kyle Singler             | 1988 | 203  | 104       |
| 31 | Rep. Dominicana (bandiera) | AC    | Charlie Villanueva       | 1984 | 211  | 105       |
| 33 | Svezia (bandiera)          | A     | Jonas Jerebko            | 1987 | 208  | 105       |
| 34 | Stati Uniti (bandiera)     | G     | Peyton Siva              | 1990 | 183  | 84        |
| 55 | Stati Uniti (bandiera)     | C     | Josh Harrellson          | 1989 | 208  | 125       |

## Staff tecnico
- Allenatori: Maurice Cheeks (21-29) (fino al 9 febbraio)[1], John Loyer (8-24)
- Vice-allenatori: John Loyer (fino al 9 febbraio), Henry Bibby, Scott Roth (dal 17 febbraio)
- Vice-allenatori per lo sviluppo dei giocatori: Bernard Smith, Rasheed Wallace
- Preparatore fisico: Arnie Kander
- Preparatore atletico: Mike Abdenour